# Plein van de Republiek
Het Plein van de republiek (Armeens: Հանրապետության հրապարակ, Hanrapetut′yan hraparak, lokaal gekend als Hraparak) is het centrale stadsplein van de Armeense hoofdstad Jerevan.

## Geschiedenis

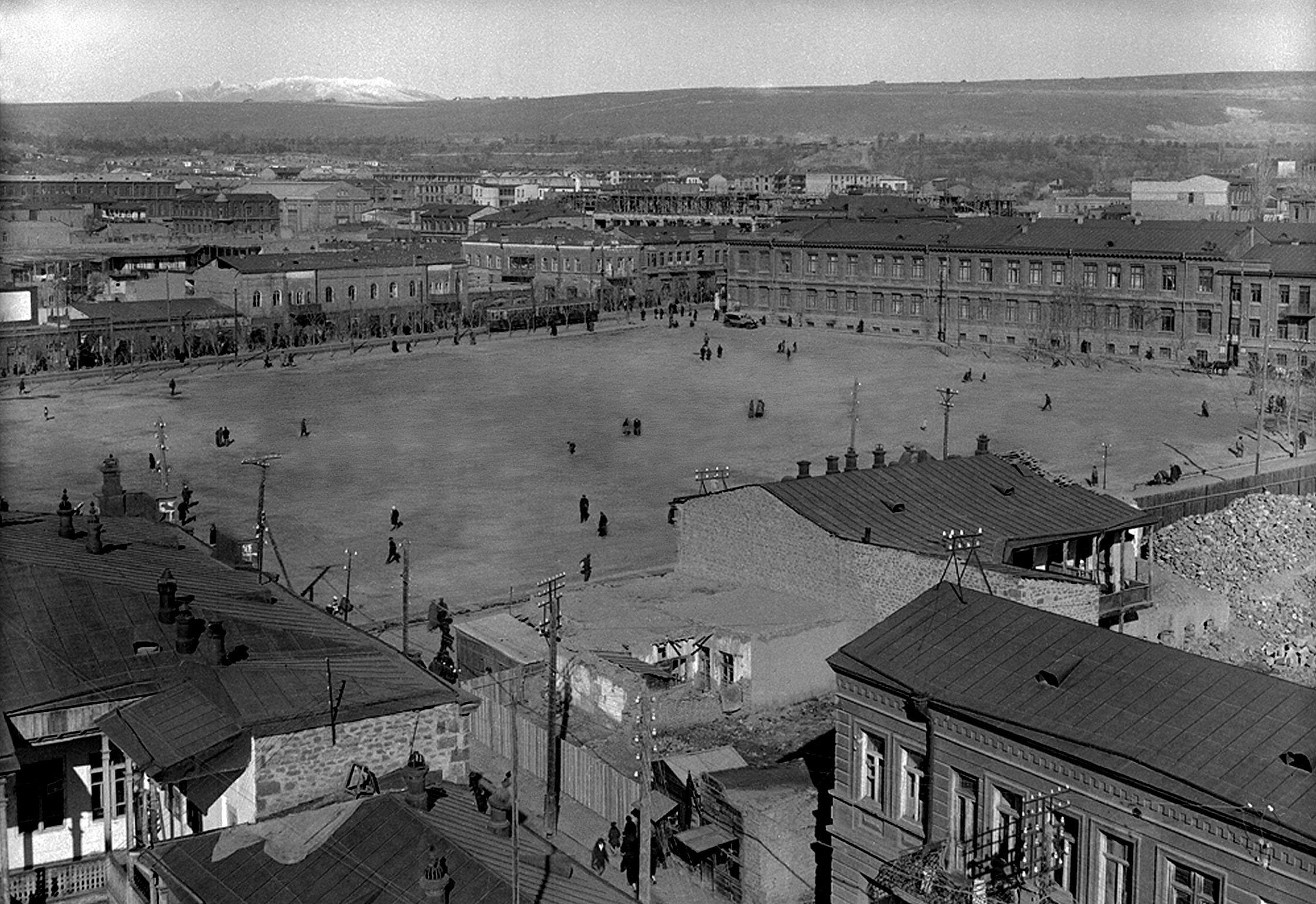
Het stadsplein in 1916

Door de eeuwen heen was er op deze locatie een stadsplein van verschillende afmetingen. In het pre-Sovjettijdperk werd in de periode 1906-1911 een open plein ontworpen door Boris Megrabov op basis van het "Algemeen Plan van Jerevan".
Voortgaand op dit plan werd het huidige plein ontworpen in de periode van 1924 tot 1936 door architect Alexander Tamanian. Het plein werd gebouwd in een aantal fasen; de eerste twee belangrijke fasen hielden verband met de bouw van het Volkscommissariaat voor landbouw (1926) en het Regeringsgebouw, waarvan Tamanian ook de architect was. In de jaren 1950 werd de omgeving van het plein voltooid met de bouw van het Ararat-trust en het tweede Regeringsgebouw, de communicatie- en vakbondsgebouwen, hotel Armenia en de open zuilengalerij voor het Cultuurhuis. Het plein is een van de beste architectonische complexen uit de Sovjetperiode. In 1970 werd het plein bekroond met de Armenian SSR-staatsprijs. In 1980 werd de Staatskunstgalerij toegevoegd aan het Cultuurhuis.
Het plein van de Republiek heette vroeger het Leninplein met een standbeeld voor Lenin dat werd opgetrokken in het zuidelijke deel van het plein in 1940, gebeeldhouwd door S. Merkorov en ontworpen door de architecten N. Paremuzova en L. Vardanov. Na de val van de Sovjet-Unie en de onafhankelijkheid van Armenië werd het standbeeld in 1991 ontmanteld en kreeg het plein zijn huidige naam.
In 2003 werd het plein gerenoveerd en vonden er uitgebreide opgravingen plaats waarbij een oudere laag uit de 18e tot 19e eeuw werd blootgelegd.

## Architectuur
Het huidige plein bestaat uit twee delen. De ovale rotonde heeft een stenen patroon in het midden dat van bovenaf gezien lijkt op een traditioneel Armeens tapijt. Het trapezoïde gedeelte met de muzikale fontein bevindt zich voor het Historisch Museum en de Nationale Galerij. De gebouwen rond het plein zijn gebouwd met roze en gele tufsteen op een grondanker van basaltsteen.
De centrale fonteinen werden in 1939 ontworpen door architect A. Tamanian maar pas in 1955 gebouwd door architect E. Sarapyan. In 1970 en 1988 werden ze omgezet in kleurrijke muzikale fonteinen.

## Bezienswaardigheden

### Gebouwen
| Gebouw                          | Beschrijving |
| ------------------------------- | --- |
| Regeringsgebouw #1              | In dit gebouw is de raad van ministers van de regering gehuisvest. Het noordwestelijke gedeelte, gebouwd in 1926-29, werd ontworpen door Alexander Tamanian. De rest van de bouw werd in 1938 door Gevorg Tamanianus, de zoon van Alexander, overgenomen.                                                                    |
| Museum                          | Historisch Museum van Armenië, Nationale Galerij van Armenië De bouw van het museum begon in de jaren 1950 en eindigde met de voltooiing van de Nationale Galerij in 1977. Het gebouw werd ontworpen door Mark Grigorian en Eduard Sarapian. Een klein deel van het geheel, de Arno Babajanyan-concerthal, dateert uit 1916. |
| Armenia Marriott Hotel          | Het hotel werd voltooid in 1958 volgens een ontwerp van Mark Grigorian en Eduard Sarapian. Het hotel heette Hotel Armenia tijdens de Sovjetperiode en werd in 1998 geprivatiseerd en na een grondige renovatie heropend in 1999. Het luxehotel wordt met zijn 380 kamers beschouwd als een van de beste hotels van Armenië.  |
| Regeringsgebouw #2              | Het gebouw werd ontworpen door Samvel Safarian, Rafael Israelian en Varazdat Arevshatian en voltooid in 1955. De friezen boven de ramen op de eerste verdieping werden nooit voltooid. Het gebouw was van 1996 tot 2016 de thuisbasis van het Ministerie van Buitenlandse Zaken.                                             |
| Vakbonds- en communicatiegebouw | Gebouwd in 1933-1956 naar een ontwerp van Mark Grigorian en Eduard Sarapian. Het gebouw was tot 2016 de thuisbasis van het Ministerie van Verkeer en Communicatie. |